# Accord de libre-échange G3

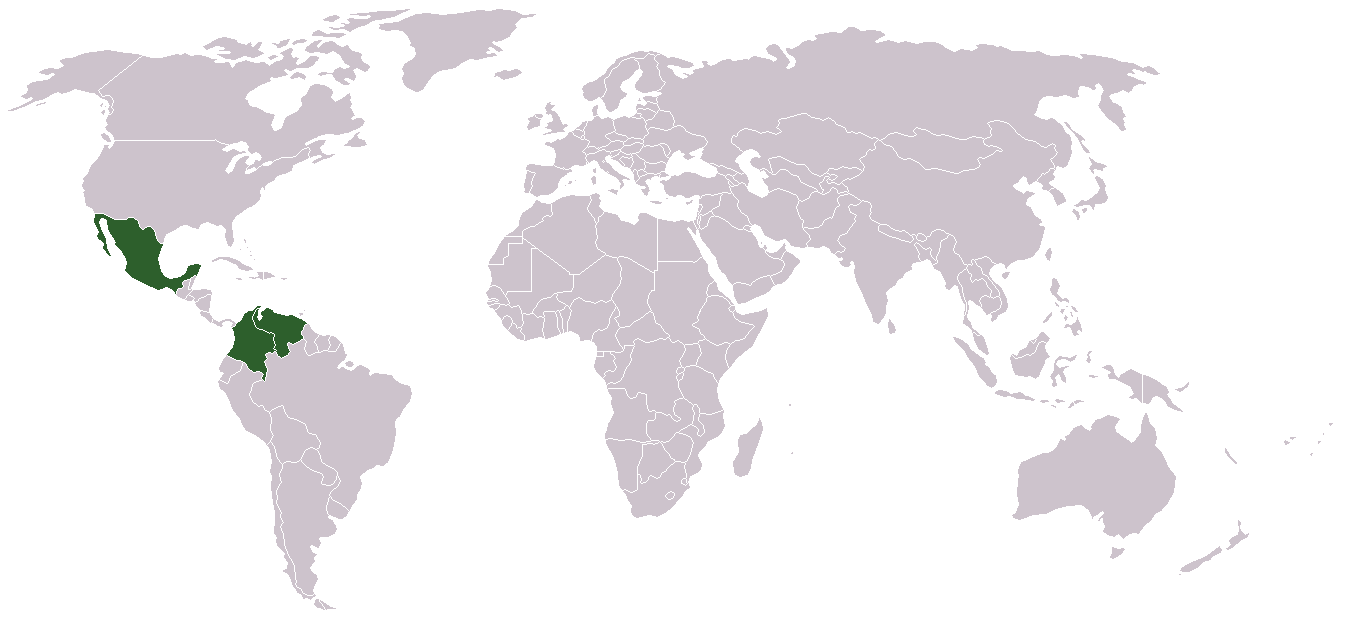
Pays composant le G3 : MEX COL VEN

L'accord de libre-échange G3 est un accord de libre-échange entre le Mexique, le Venezuela et la Colombie. L'accord est signé le 13 juin 1994 et mis en application le 1er janvier 1995. 
En 2006, le Venezuela s'est retiré de cet accord qui s'est donc transformé en simple accord de libre-échange entre le Mexique et la Colombie. Un nouvel accord entre le Mexique et la Colombie est entré en vigueur le 1er août 2011,.